# فهرست پرخسارت‌ترین زمین‌لرزه‌ها
این فهرستی از زمین لرزه‌های بزرگ بر پایه ارزش دلاری خسارات دارایی (عمومی و خصوصی) است که مستقیماً به زمین‌لرزه نسبت داده می‌شود. فقط زمین لرزه‌هایی که بیش از ۱ میلیارد دلار هزینه داشته باشند در اینجا فهرست می‌شوند. ارزش‌های رتبه بر اساس مقایسه تورم تعدیل شده خسارت اموال به دلار آمریکا تخصیص داده می‌شود. در صورت امکان، زیان‌های غیرمستقیم و اقتصادی-اجتماعی مستثنی می‌شوند. تخمین خسارت برای زمین لرزه‌های خاص ممکن است در طول زمان متفاوت باشد زیرا داده‌های بیشتری در دسترس قرار می‌گیرد. خسارات ناشی از زمین لغزش و سونامی ناشی از زلزله نیز شامل می‌شود.
| Rank | Event                              | Location                  | Magnitude | Property damage  |
| ---- | ---------------------------------- | ------------------------- | --------- | ---------------- |
| 1    | زمین‌لرزه و سونامی ۲۰۱۱ توهوکو      | ژاپن                      | 9.1       | $360 میلیارد     |
| 2    | زمین‌لرزه کوبه                      | ژاپن                      | ۶٫۹       | $200 میلیارد     |
| 3    | زمین‌لرزه ۲۰۰۸ سیچوان               | Sichuan, China            | ۸٫۰       | $150 میلیارد     |
| 4    | زمین‌لرزه ۲۰۲۳ ترکیه–سوریه          | Turkey, Syria             | ۷٫۸       | $84.1 میلیارد    |
| 5    | زمین‌لرزه ۱۹۹۴ نورت‌ریج              | California, United States | ۶٫۷       | $50 میلیارد      |
| 6    | زمین‌لرزه ۲۰۱۰ کانتربری             | نیوزیلند                  | ۷٫۰       | $40 میلیارد      |
| 7    | زمین‌لرزه ۲۰۰۴ چواتسو               | ژاپن                      | ۶٫۸       | $28 میلیارد      |
| 8    | زمین‌لرزه ۲۰۱۱ هند                  | هند                       | ۶٫۹       | $22.3 میلیارد    |
| 9    | زمین‌لرزه ۱۹۹۹ ازمیت                | ترکیه                     | ۷٫۶       | $20 میلیارد      |
| 10   | زمین‌لرزه ۲۰۱۶ کوماموتو             | ژاپن                      | ۷٫۰       | $20 میلیارد      |
| 11   | زمین‌لرزه ۲۰۰۹ لاکوئیلا             | ایتالیا                   | ۶٫۳       | $16 میلیارد      |
| 12   | زمین‌لرزه ۲۰۱۲ شمال ایتالیا         | ایتالیا                   | 6.1       | $15.8 میلیارد    |
| 13   | زمین‌لرزه ۲۰۱۱ نیوزیلند             | نیوزیلند                  | 6.3       | $15–40 میلیارد   |
| 14   | زمین‌لرزه ۲۰۱۰ شیلی                 | شیلی                      | 8.8       | $15–30 میلیارد   |
| 15   | زمین‌لرزه و سونامی ۲۰۰۴ اقیانوس هند | اندونزی                   | ۹٫۱–۹٫۳   | $15 میلیارد      |
| 16   | زمین‌لرزه ۱۹۸۰ ایرپینیا             | ایتالیا                   | 6.9       | $15 میلیارد      |
| 17   | زمین‌لرزه ۲۰۰۷ دورکران چووتسو       | ژاپن                      | ۶٫۶       | $12.5 میلیارد    |
| 18   | زمین‌لرزه ۲۰۲۰ زاگرب                | کرواسی                    | ۵٫۳       | $11.7 میلیارد    |
| 19   | زمین‌لرزه ۱۹۷۶ تانگشان              | Hebei, China              | ۷٫۶       | $10 میلیارد      |
| 20   | زمین‌لرزه ۱۹۹۹ چی‌چی                 | تایوان                    | ۷٫۷       | $10 میلیارد      |
| 21   | زمین‌لرزه ۲۰۱۵ نپال                 | نپال                      | ۷٫۸       | $10 میلیارد      |
| 22   | زمین‌لرزه ۲۰۱۷ پوئبلا               | مکزیک                     | ۷٫۱       | $8 میلیارد       |
| 23   | زمین‌لرزه ۲۰۱۰ هائیتی               | هائیتی                    | ۷٫۰       | $7.8-8.5 میلیارد |
| 24   | زمین‌لرزه ۲۰۲۱ فوکوشیما             | ژاپن                      | ۷٫۱       | $7.7 میلیارد     |
| 25   | زمین‌لرزه ۲۰۰۱ گجرات                | هند                       | ۷٫۷       | $7.5 میلیارد     |
| 26   | زمین‌لرزه ۲۰۱۸ اوساکا               | ژاپن                      | ۵٫۵       | $7 میلیارد       |
| 27   | زمین‌لرزه ۲۰۱۳ یاآن                 | چین                       | ۶٫۶       | $6.8 میلیارد     |
| 28   | زمین‌لرزه ۲۰۰۵ کشمیر                | پاکستان                   | ۷٫۶       | $6.6 میلیارد     |
| 29   | زمین‌لرزه ۱۳۹۶ ایران - عراق         | ایران                     | ۷٫۳       | $6.2 میلیارد     |
| 30   | زمین‌لرزه ۲۰۱۴ لودیان               | چین                       | ۶٫۱       | $6 میلیارد       |
| 31   | زمین‌لرزه ۱۹۸۹ لوما پریتا           | California, United States | ۶٫۹       | $5.6–6 میلیارد   |
| 32   | زمین‌لرزه‌های ۲۰۱۹ ریج‌کرست           | California, United States | ۷٫۱       | $5.3 میلیارد     |
| 33   | زمین‌لرزه ۲۰۰۳ بومرداس              | الجزایر                   | ۶٫۸       | $5 میلیارد       |
| 34   | زمین‌لرزه اوت ۲۰۱۶ مرکز ایتالیا     | ایتالیا                   | ۶٫۲       | $5 میلیارد       |
| 35   | زمین‌لرزه ۲۰۲۰ پترینیا              | کرواسی                    | ۶٫۴       | $5 میلیارد       |
| 36   | زمین‌لرزه ۱۹۸۵ مکزیکو سیتی          | مکزیک                     | ۸٫۰       | $5 میلیارد       |
| 37   | زمین‌لرزه ۲۰۱۷ چیاپاس               | مکزیک                     | ۸٫۲       | $4 میلیارد       |
| 38   | زمین‌لرزه ۲۰۲۲ فوکوشیما             | ژاپن                      | ۷٫۳       | $4 میلیارد       |
| 39   | زمین‌لرزه ۲۰۱۶ اکوادور              | اکوادور                   | ۷٫۸       | $3.3 میلیارد     |
| 40   | زمین‌لرزه ۲۰۰۶ جاوه                 | اندونزی                   | ۶٫۴       | $3.1 میلیارد     |
| 41   | زمین‌لرزه ۲۰۱۱ کرایست‌چرچ            | نیوزیلند                  | ۶٫۰       | $3 میلیارد       |
| 42   | زمین‌لرزه ۲۰۰۹ سوماترا              | اندونزی                   | ۷٫۶       | $2.2 میلیارد     |
| 43   | زمین‌لرزه ۲۰۰۱ نیسکوالی             | Washington, United States | ۶٫۸       | $2 میلیارد       |
| 44   | زمین‌لرزه ۲۰۱۸ ایبوری               | ژاپن                      | ۶٫۶       | $2 میلیارد       |
| 45   | زمین‌لرزه ۲۰۱۱ وان                  | ترکیه                     | ۷٫۱       | $1.5 میلیارد     |
| 46   | زمین‌لرزه ۲۰۱۸ سولاوسی              | اندونزی                   | ۷٫۵       | $1.5 میلیارد     |
| 47   | زمین‌لرزه ۲۰۲۱ هائیتی               | هائیتی                    | ۷٫۲       | $1.5 میلیارد     |
| 48   | زمین‌لرزه ۲۰۱۹ سیچوآن               | چین                       | ۵٫۸       | $1.3 میلیارد     |
| 49   | زمین‌لرزه ۲۰۱۰ باخا کالیفرنیا       | مکزیک                     | ۷٫۲       | $1.1 میلیارد     |
| 50   | زمین‌لرزه ۲۰۱۲ ییلیانگ              | چین                       | ۵٫۵       | $1 میلیارد       |
| 51   | زمین‌لرزه ۲۰۱۰ کاوسیانگ             | تایوان                    | ۶٫۳       | $1 میلیارد       |
| 52   | زمین‌لرزه ۲۰۱۹ آلبانی               | آلبانی                    | ۶٫۴       | $1 میلیارد       |